# Praktbotia
Praktbotia (Chromobotia macracanthus) är en sötvattenslevande fisk som förekommer på de indonesiska öarna Sumatra och Borneo. Den hålls också som akvariefisk.
Praktbotian blir som fullvuxen vanligen upptill 30 centimeter lång, men uppgifter om fiskar på 40 centimeter finns.
Arten är allätare. I akvarium äter den allt standardfoder samt snäckor. Praktbotian leker i naturen i början av regnperioden. Odling i akvarium har ännu inte lyckats på naturlig väg. Den är inte alls lika skygg som de flesta andra botior och den är oftast framme också dagtid. Den är dock i huvudsak en skymningsaktiv fisk. Praktbotian är en relativt fredlig stimfisk som kan hållas i de flesta sällskapsakvarier förutsatt att de är stora nog. I akvariet skall finnas flera gömställen och finkornig sand som bottenmaterial. Den kan avge ett knackande ljud som hörs tydligt även utanför akvariet. Praktbotian är en relativt populär akvariefisk, men man bör tänka på att den är extremt känslig för de parasiter som orsakar vita pricksjukan, särskilt om vattnet är lite för kallt eller efter en transport. Om akvaristen har problem med snäckor i sitt akvarium, hjälper praktbotian som de flesta andra botior gärna till med detta, och olika snäckor äts upp med god aptit.

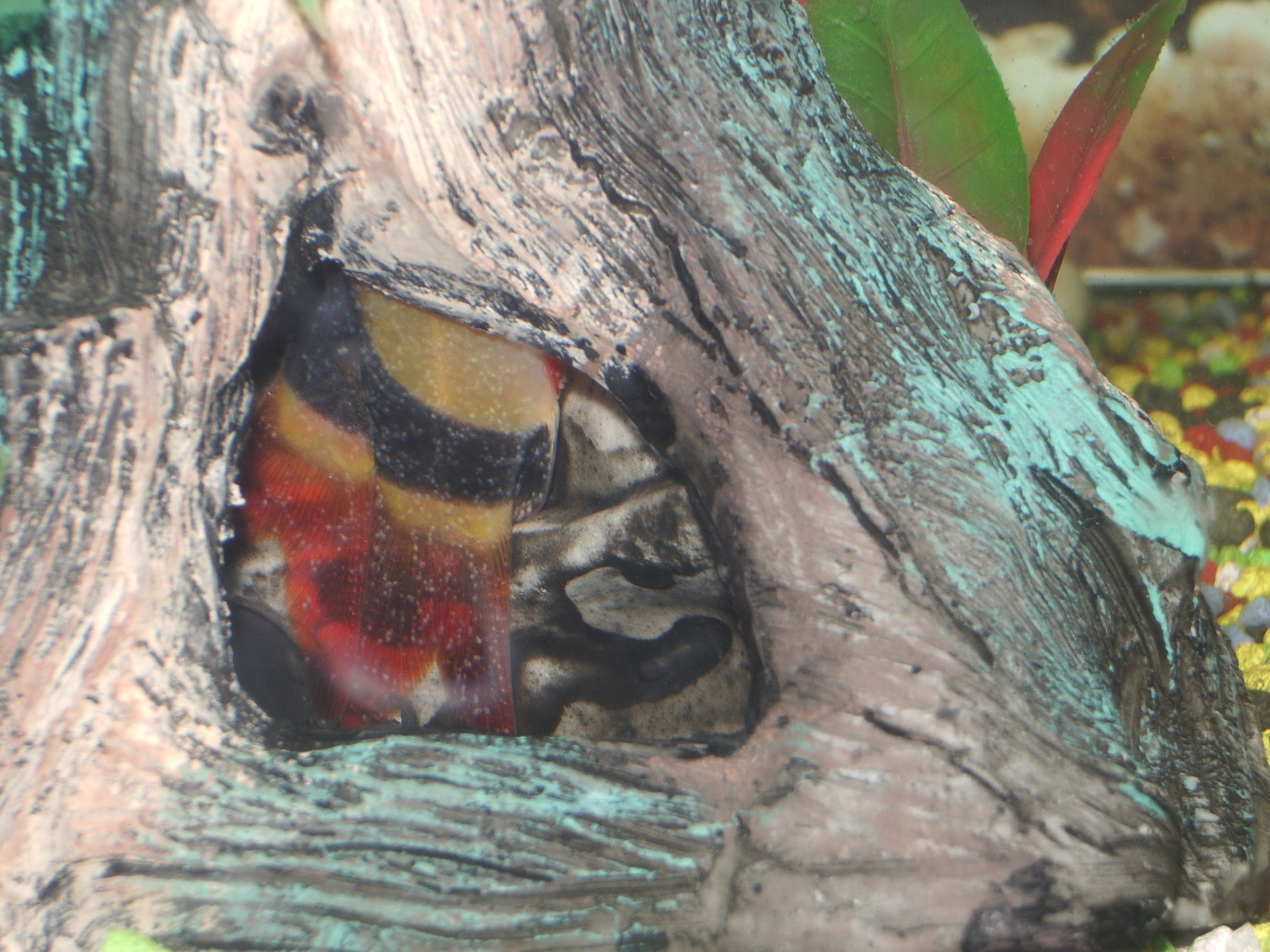
Praktbotia som drabbats vita pricksjukan. De enskilda parasiterna kan ses som små, ljusa och väl avgränsade prickar på fiskens kropp och fenor. Denna praktbotia har gömt sig i en trädrot annars främst avsedd som prydnad i akvariet, och det är vanligt att fiskarna drar sig undan om de utsatts för kraftiga parasitangrepp. Sjukdomen är relativt enkel att bota om behandlingen sätts in snabbt.